# Marcatura radioisotopica
La marcatura radioisotopica, nota anche come radioetichettatura o tracciamento radioattivo, è una tecnica utilizzata in chimica, biochimica, medicina e scienze ambientali per tracciare il percorso di una sostanza mediante l'incorporazione di un isotopo radioattivo all'interno della sua struttura molecolare.

## Principio
Il metodo si basa sull'impiego di radioisotopi (come il carbonio-14, il trizio, il fosforo-32 o lo iodio-131) che vengono incorporati in molecole di interesse. Questi isotopi emettono radiazioni rilevabili attraverso strumenti specifici, come contatori Geiger, scintillatori o autoradiografie. In questo modo è possibile monitorare con precisione la localizzazione, la distribuzione e il metabolismo della molecola marcata in un sistema biologico o chimico.

## Applicazioni

### Biochimica e biologia molecolare
In biochimica, la marcatura radioisotopica viene usata per:
- studiare il metabolismo di zuccheri, acidi nucleici e proteine;
- analizzare la sintesi e la degradazione del DNA (ad esempio mediante l'impiego di trizio o fosforo-32);
- esaminare le interazioni recettoriali o percorsi enzimatici;

### Medicina nucleare
Nella medicina, è impiegata per:
- diagnosticare malattie metaboliche o tumorali tramite la scintigrafia;
- studiare la funzionalità di organi (come la tiroide con iodio-131).
- valutare la distribuzione farmacocinetica di farmaci sperimentali.

### Scienze ambientali e chimica analitica
In campo ambientale, si utilizza per:
- tracciare il destino di contaminanti nelle acque o nel suolo;
- studiare i cicli biogeochimici di elementi radioattivi o nutrienti.

## Vantaggi e svantaggi

### Vantaggi
- elevata sensibilità: è possibile rilevare quantità minime di sostanza;
- precisione del tracciamento: permette di seguire l'intero percorso di una molecola anche in sistemi complessi;
- utilizzabilità in vivo: consente analisi all'interno di organismi viventi.

### Svantaggi e limiti
- rischi radiologici: richiede ambienti controllati e personale formato;
- smaltimento dei rifiuti radioattivi: genera materiali che necessitano di trattamento speciale;

Un limite della tecnica è legato alla vita media degli isotopi: la scelta degli stessi è perciò vincolata dal tipo di applicazione e dalla sua emivita.

### Esempi di radioisotopi comunemente usati
| Isotopo     | Particella emessa | Emivita      | Applicazioni principali                 |
| ----------- | ----------------- | ------------ | --------------------------------------- |
| Carbonio-14 | β⁻                | ~5730 anni   | Tracciamento molecolare a lungo termine |
| Trizio (³H) | β⁻                | ~12,3 anni   | Studio di reazioni biologiche           |
| Fosforo-32  | β⁻                | ~14,3 giorni | Analisi di DNA e RNA                    |
| Iodio-131   | β⁻ e γ            | ~8 giorni    | Medicina nucleare (tiroide)             |

### Normative e sicurezza
L'uso di radioisotopi è soggetto a rigide normative a livello nazionale e internazionale, che regolano:
- la manipolazione e conservazione dei materiali radioattivi;
- la protezione del personale e dell’ambiente;
- lo smaltimento dei rifiuti radioattivi.

In Europa, la regolamentazione tecnica è in parte gestita da EURATOM, mentre in Italia la relativa competenza è affidata all'ISPRA.